# Grand Prix de la ville de Zottegem 2015
La 80e édition du Grand Prix de la ville de Zottegem a eu lieu le 18 août 2015. La course fait partie du calendrier UCI Europe Tour 2015 en catégorie 1.1.
L'épreuve a été remportée, lors d'un sprint à deux coureurs, par le Belge Kenny Dehaes (Lotto-Soudal) qui s'impose devant son compatriote Antoine Demoitié (Wallonie-Bruxelles) et deux secondes derrière par un autre Belge Oliver Naesen (Topsport Vlaanderen-Baloise).

## Présentation

### Équipes
Classé en catégorie 1.1 de l'UCI Europe Tour, le Grand Prix de la ville de Zottegem est par conséquent ouvert aux WorldTeams dans la limite de 50 % des équipes participantes, aux équipes continentales professionnelles, aux équipes continentales et aux équipes nationales.
Vingt-cinq équipes participent à ce Grand Prix de la ville de Zottegem - une WorldTeam, quatre équipes continentales professionnelles et vingt équipes continentales :
| UCI WorldTeam   | UCI WorldTeam | UCI WorldTeam |
| Nom de l'équipe | Pays          | Code          |
| --------------- | ------------- | ------------- |
| Lotto-Soudal    | Belgique      | LTS           |

| Équipes continentales professionnelles | Équipes continentales professionnelles | Équipes continentales professionnelles |
| Nom de l'équipe                        | Pays                                   | Code                                   |
| -------------------------------------- | -------------------------------------- | -------------------------------------- |
| Roompot Oranje Peloton                 | Pays-Bas                               | ROP                                    |
| RusVelo                                | Russie                                 | RVL                                    |
| Topsport Vlaanderen-Baloise            | Belgique                               | TSV                                    |
| Wanty-Groupe Gobert                    | Belgique                               | WGG                                    |

| Équipes continentales         | Équipes continentales | Équipes continentales |
| Nom de l'équipe               | Pays                  | Code                  |
| ----------------------------- | --------------------- | --------------------- |
| 3M                            | Belgique              | MMM                   |
| An Post-ChainReaction         | Irlande               | SKT                   |
| CCT-Champion System           | Nouvelle-Zélande      | CCT                   |
| Cibel                         | Belgique              | CIB                   |
| Colba-Superano Ham            | Belgique              | CSH                   |
| Color Code-Aquality Protect   | Belgique              | CCB                   |
| Differdange-Losch             | Luxembourg            | CCD                   |
| Jo Piels                      | Pays-Bas              | CJP                   |
| Join-S-De Rijke               | Pays-Bas              | RIJ                   |
| Leopard Development           | Luxembourg            | LDT                   |
| Madison Genesis               | Royaume-Uni           | MGT                   |
| Metec-TKH-Mantel              | Pays-Bas              | MET                   |
| Rabobank Development          | Pays-Bas              | RDT                   |
| Roth-Škoda                    | Suisse                | ROT                   |
| Stölting                      | Allemagne             | STG                   |
| Stuttgart                     | Allemagne             | SGT                   |
| Vastgoedservice-Golden Palace | Belgique              | VGS                   |
| Veranclassic-Ekoï             | Belgique              | VER                   |
| Verandas Willems              | Belgique              | WIL                   |
| Wallonie-Bruxelles            | Belgique              | WBC                   |

### Primes
Les vingt prix sont attribués suivant le barème de l'UCI,. Le total général des prix distribués est de 14 477 €.
| Position | 1er     | 2e      | 3e      | 4e    | 5e    | 6e    | 7e    | 8e    | 9e    | 10e à 20e |
| Prix     | 5 785 € | 2 895 € | 1 445 € | 715 € | 580 € | 433 € | 433 € | 287 € | 287 € | 147 €     |

## Classements

### Classement final
| Classement final | Classement final     | Classement final | Classement final            | Classement final  |
|                  | Coureur              | Pays             | Équipe                      | Temps             |
| ---------------- | -------------------- | ---------------- | --------------------------- | ----------------- |
| 1er              | Kenny Dehaes         | Belgique         | Lotto-Soudal                | en 4 h 13 min 0 s |
| 2e               | Antoine Demoitié     | Belgique         | Wallonie-Bruxelles          | + 0 s             |
| 3e               | Oliver Naesen        | Belgique         | Topsport Vlaanderen-Baloise | + 2 s             |
| 4e               | Elias Van Breussegem | Belgique         | Verandas Willems            | + 7 s             |
| 5e               | Sean De Bie          | Belgique         | Lotto-Soudal                | + 18 s            |
| 6e               | Joeri Stallaert      | Belgique         | Cibel                       | + 23 s            |
| 7e               | Wouter Mol           | Pays-Bas         | Join-S-De Rijke             | + 23 s            |
| 8e               | Dylan Groenewegen    | Pays-Bas         | Roompot Oranje Peloton      | + 23 s            |
| 9e               | Stef Van Zummeren    | Belgique         | Verandas Willems            | + 23 s            |
| 10e              | Mark McNally         | Royaume-Uni      | Madison Genesis             | + 23 s            |
| modifier         |                      |                  |                             |                   |

### UCI Europe Tour
Ce Grand Prix de la ville de Zottegem attribue des points pour l'UCI Europe Tour 2015, par équipes seulement aux coureurs des équipes continentales professionnelles et continentales, individuellement à tous les coureurs sauf ceux faisant partie d'une équipe ayant un label WorldTeam.
| Position,          | 1er | 2e | 3e | 4e | 5e | 6e | 7e | 8e | 9e | 10e | 11e | 12e |
| Classement général | 80  | 56 | 32 | 24 | 20 | 16 | 12 | 8  | 7  | 6   | 5   | 3   |

## Liste des participants
- Liste de départ complète

| Légende | Légende                                                                          | Légende | Légende                                                    |
| ------- | -------------------------------------------------------------------------------- | ------- | ---------------------------------------------------------- |
| Num     | Dossard de départ porté par le coureur sur ce Grand Prix de la ville de Zottegem | Pos     | Position à l'arrivée de la course                          |
|         | Indique un maillot de champion national ou mondial, suivi de sa spécialité       | NP      | Indique un coureur qui n'a pas pris le départ de la course |
| AB      | Indique un coureur qui n'a pas terminé la course                                 | HD      | Indique un coureur qui a terminé la course hors des délais |

| Lotto-Soudal LTS      | Lotto-Soudal LTS       | Lotto-Soudal LTS |
| --------------------- | ---------------------- | ---------------- |
| Num                   | Coureur                | Pos              |
| 1                     | Sander Armée (BEL)     | 57e              |
| 2                     | Sean De Bie (BEL)      | 5e               |
| 3                     | Kenny Dehaes (BEL)     | 1er              |
| 4                     | Gert Dockx (BEL)       | 119e             |
| 5                     | Frederik Frison (BEL)  | 45e              |
| 6                     | Boris Vallée (BEL)     | 28e              |
| 7                     | Kenneth Van Rooy (BEL) | AB               |
| 8                     | Dennis Vanendert (BEL) | 20e              |
| Directeur sportif : ? |                        |                  |

| Roompot Oranje Peloton ROP | Roompot Oranje Peloton ROP | Roompot Oranje Peloton ROP |
| -------------------------- | -------------------------- | -------------------------- |
| Num                        | Coureur                    | Pos                        |
| 11                         | Huub Duyn (NED)            | e                          |
| 12                         | Dylan Groenewegen (NED)    | 8e                         |
| 13                         | Johnny Hoogerland (NED)    | AB                         |
| 14                         | Tim Kerkhof (NED)          | 31e                        |
| 15                         | Wesley Kreder (NED)        | 79e                        |
| 16                         | André Looij (NED)          | AB                         |
| 17                         | Ivar Slik (NED)            | 120e                       |
| 18                         | Brian van Goethem (NED)    | 71e                        |
| XX                         | Sjoerd van Ginneken (NED)  | 61e                        |
| Directeur sportif : ?      |                            |                            |

| RusVelo RVL           | RusVelo RVL               | RusVelo RVL |
| --------------------- | ------------------------- | ----------- |
| Num                   | Coureur                   | Pos         |
| 21                    | Ivan Balykin (RUS)        | 84e         |
| 22                    | Igor Boev (RUS)           | 107e        |
| 23                    |                           |             |
| 24                    | Roman Maikin (RUS)        | 34e         |
| 25                    | Artem Ovechkin (RUS)      | 121e        |
| 26                    | Kirill Pozdnyakov (RUS)   | 114e        |
| 27                    | Alexander Rybakov (RUS)   | AB          |
| 28                    | Andrey Solomennikov (RUS) | 85e         |
| Directeur sportif : ? |                           |             |

| Topsport Vlaanderen-Baloise TSV | Topsport Vlaanderen-Baloise TSV | Topsport Vlaanderen-Baloise TSV |
| ------------------------------- | ------------------------------- | ------------------------------- |
| Num                             | Coureur                         | Pos                             |
| 31                              | Kenny De Ketele (BEL)           | AB                              |
| 32                              | Moreno De Pauw (BEL)            | AB                              |
| 33                              | Tim Declercq (BEL)              | AB                              |
| 34                              | Jarl Salomein (BEL)             | 23e                             |
| 35                              |                                 |                                 |
| 36                              | Oliver Naesen (BEL)             | 3e                              |
| 37                              | Otto Vergaerde (BEL)            | 123e                            |
| 38                              | Jelle Wallays (BEL)             | 16e                             |
| Directeur sportif : ?           |                                 |                                 |

| Wanty-Groupe Gober WGG | Wanty-Groupe Gober WGG    | Wanty-Groupe Gober WGG |
| ---------------------- | ------------------------- | ---------------------- |
| Num                    | Coureur                   | Pos                    |
| 41                     | Frederik Backaert (BEL)   | 35e                    |
| 42                     | Tom Devriendt (BEL)       | 17e                    |
| 43                     | Kevin Callebaut (BEL)     | 67e                    |
| 44                     | Tim De Troyer (BEL)       | 63e                    |
| 45                     | Björn Leukemans (BEL)     | AB                     |
| 46                     | Robin Stenuit (BEL)       | 25e                    |
| 47                     | Kévin Van Melsen (BEL)    | 94e                    |
| 48                     | James Vanlandschoot (BEL) | 59e                    |
| Directeur sportif : ?  |                           |                        |

| An Post-ChainReaction SKT | An Post-ChainReaction SKT   | An Post-ChainReaction SKT |
| ------------------------- | --------------------------- | ------------------------- |
| Num                       | Coureur                     | Pos                       |
| 51                        | Conor Dunne (IRL)           | 131e                      |
| 52                        | Alexander Maes (BEL)        | 111e                      |
| 53                        | Aaron Gate (NZL)            | 96e                       |
| 54                        | Aidis Kruopis (LTU) (Route) | 55e                       |
| 55                        | Xandro Meurisse (BEL)       | 106e                      |
| 56                        | Alistair Slater (GBR)       | 115e                      |
| 57                        | Ryan Mullen (IRL)           | 103e                      |
| 58                        | Jack Wilson (IRL)           | AB                        |
| Directeur sportif : ?     |                             |                           |

| CCT-Champion System CCT | CCT-Champion System CCT | CCT-Champion System CCT |
| ----------------------- | ----------------------- | ----------------------- |
| Num                     | Coureur                 | Pos                     |
| 61                      | Denis Flahaut (FRA)     | AB                      |
| 62                      | Jesse Geerts (BEL)      | AB                      |
| 63                      | Joshua Haggerty (NZL)   | AB                      |
| 64                      | Suguru Tokuda (JPN)     | AB                      |
| 65                      | Tanzō Tokuda (JPN)      | AB                      |
| 66                      | Seppe Verschuere (BEL)  | e                       |
| 67                      | Sascha Weber (GER)      | AB                      |
| 68                      | Ryan Wills (NZL)        | 98e                     |
| Directeur sportif : ?   |                         |                         |

| Cibel CIB             | Cibel CIB                   | Cibel CIB |
| --------------------- | --------------------------- | --------- |
| Num                   | Coureur                     | Pos       |
| XX                    | Kevin De Jonghe (BEL)       | AB        |
| 71                    | Bjorn De Decker (BEL)       | 70e       |
| 72                    | Jens Geerinck (BEL)         | 81e       |
| 73                    | Kenny Goossens (BEL)        | e         |
| 74                    | Lawrence Naesen (BEL)       | 47e       |
| 75                    | Joeri Stallaert (BEL)       | 6e        |
| 76                    | Niels Van Dorsselaer (BEL)  | AB        |
| 77                    | Jori Van Steenberghen (BEL) | 44e       |
| 78                    | Benjamin Verraes (BEL)      | AB        |
| Directeur sportif : ? |                             |           |

| Colba-Superano Ham CSH | Colba-Superano Ham CSH   | Colba-Superano Ham CSH |
| ---------------------- | ------------------------ | ---------------------- |
| Num                    | Coureur                  | Pos                    |
| 81                     | Kevin Claeys (BEL)       | e                      |
| 82                     | Vincent De Boeck (BEL)   | AB                     |
| 83                     | Jelle Donders (BEL)      | 26e                    |
| 84                     | Kevin Suarez (BEL)       | AB                     |
| 85                     | Jelle Mannaerts (BEL)    | 118e                   |
| 86                     | Rick Ottema (NED)        | 66e                    |
| 87                     | Glenn Van De Maele (BEL) | 110e                   |
| 88                     | Jeroen Goeleven (BEL)    | AB                     |
| 85                     | Ruben Geerinckx (BEL)    | 112e                   |
| Directeur sportif : ?  |                          |                        |

| Color Code-Aquality Protect CCB | Color Code-Aquality Protect CCB | Color Code-Aquality Protect CCB |
| ------------------------------- | ------------------------------- | ------------------------------- |
| Num                             | Coureur                         | Pos                             |
| 91                              | Hugo De Winter (BEL)            | AB                              |
| 92                              | Florent Delfosse (BEL)          | AB                              |
| 93                              | Tom Galle (BEL)                 | 124e                            |
| 94                              | Loïc Hennaux (BEL)              | AB                              |
| 95                              | Antoine Loy (BEL)               | 89e                             |
| 96                              | Rémy Mertz (BEL)                | 46e                             |
| 97                              | Martin Palm (BEL)               | 125e                            |
| 98                              |                                 |                                 |
| Directeur sportif : ?           |                                 |                                 |

| Jo Piels CJP          | Jo Piels CJP               | Jo Piels CJP |
| --------------------- | -------------------------- | ------------ |
| Num                   | Coureur                    | Pos          |
| 101                   | Tim Ariesen (NED)          | 22e          |
| 102                   | Gert-Jan Bosman (NED)      | e            |
| 103                   | Arvid de Kleijn (NED)      | e            |
| 104                   | Jochem Hoekstra (NED)      | e            |
| 105                   | Adriaan Janssen (NED)      | e            |
| 106                   | Stefan Poutsma (NED)       | e            |
| 107                   | Elmar Reinders (NED)       | 80e          |
| 108                   |                            |              |
| XX                    | Rens te Stroet (NED)       | 14e          |
| XX                    | Stephan Bakker (NED)       | 38e          |
| XX                    | Twan Brusselman (NED)      | 39e          |
| XX                    | Patrick van der Duin (NED) | 48e          |
| XX                    | Sven van Luijk (NED)       | 53e          |
| Directeur sportif : ? |                            |              |

| Join-S-De Rijke RIJ   | Join-S-De Rijke RIJ      | Join-S-De Rijke RIJ |
| --------------------- | ------------------------ | ------------------- |
| Num                   | Coureur                  | Pos                 |
| 111                   | Jetse Bol (NED)          | 51e                 |
| 112                   | Robbert de Greef (NED)   | 62e                 |
| 113                   | Kobus Hereijgers (NED)   | 64e                 |
| 114                   | Daan Meijers (NED)       | 12e                 |
| 115                   | Wouter Mol (NED)         | 7e                  |
| 116                   | Timon van Reek (NED)     | AB                  |
| 117                   | Ronan van Zandbeek (NED) | 40e                 |
| 118                   | Coen Vermeltfoort (NED)  | 36e                 |
| Directeur sportif : ? |                          |                     |

| Leopard Development LDT | Leopard Development LDT  | Leopard Development LDT |
| ----------------------- | ------------------------ | ----------------------- |
| Num                     | Coureur                  | Pos                     |
| 121                     | Jan Dieteren (GER)       | 21e                     |
| 122                     | Kevin Feiereisen (LUX)   | AB                      |
| 123                     | Marco König (GER)        | 97e                     |
| 124                     | Pit Schlechter (LUX)     | 128e                    |
| 125                     | Matthias Plarre (GER)    | 127e                    |
| 126                     | Viktor Manakov (RUS)     | AB                      |
| 127                     | Laurent Vanden Bak (BEL) | AB                      |
| 128                     | Kristian Haugaard (DEN)  | AB                      |
| Directeur sportif : ?   |                          |                         |

| Madison Genesis MGT   | Madison Genesis MGT   | Madison Genesis MGT |
| --------------------- | --------------------- | ------------------- |
| Num                   | Coureur               | Pos                 |
| 131                   | Matt Cronshaw (GBR)   | 72e                 |
| 132                   | Matthew Holmes (GBR)  | 133e                |
| 133                   | Liam Holohan (GBR)    | AB                  |
| 134                   | Mark McNally (GBR)    | 10e                 |
| 135                   | Michael Northey (NZL) | 73e                 |
| 136                   | Erick Rowsell (GBR)   | AB                  |
| 137                   | Thomas Scully (NZL)   | 74e                 |
| 138                   | Thomas Stewart (GBR)  | 95e                 |
| Directeur sportif : ? |                       |                     |

| Metec-TKH-Mantel MET  | Metec-TKH-Mantel MET | Metec-TKH-Mantel MET |
| --------------------- | -------------------- | -------------------- |
| Num                   | Coureur              | Pos                  |
| 141                   | Johim Ariesen (NED)  | 18e                  |
| 142                   | Jarno Gmelich (NED)  | 117e                 |
| 143                   | Niels Goeree (NED)   | AB                   |
| 144                   | Rick Goeree (NED)    | AB                   |
| 145                   | Stefan Kreder (NED)  | 130e                 |
| 146                   | Remco te Brake (NED) | 116e                 |
| 147                   | Milan Veltman (NED)  | 105e                 |
| 148                   | Jelle Wolsink (NED)  | 104e                 |
| Directeur sportif : ? |                      |                      |

| Rabobank Development RDT | Rabobank Development RDT  | Rabobank Development RDT |
| ------------------------ | ------------------------- | ------------------------ |
| Num                      | Coureur                   | Pos                      |
| 151                      | Joris Nieuwenhuis (NED)   | 42e                      |
| 152                      | Martijn Budding (NED)     | 109e                     |
| 153                      | Mitchell Cornelisse (NED) | AB                       |
| 154                      | Stan Godrie (NED)         | 82e                      |
| 155                      | Piotr Havik (NED)         | 33e                      |
| 156                      |                           |                          |
| 157                      | Peter Lenderink (NED)     | AB                       |
| 158                      |                           |                          |
| Directeur sportif : ?    |                           |                          |

| Roth-Škoda ROT        | Roth-Škoda ROT        | Roth-Škoda ROT |
| --------------------- | --------------------- | -------------- |
| Num                   | Coureur               | Pos            |
| 161                   | Alessio Bottura (ITA) | 129e           |
| 162                   | Alberto Cecchin (ITA) | 69e            |
| 163                   | Ricardo Creel (USA)   | AB             |
| 164                   | Yannick Eckmann (USA) | 87e            |
| 165                   | Gianluca Ocanha (SUI) | 90e            |
| 166                   | Dylan Page (SUI)      | 91e            |
| 167                   | Roland Thalmann (SUI) | 113e           |
| 168                   | Giacomo Tomio (ITA)   | AB             |
| Directeur sportif : ? |                       |                |

| Differdange-Losch CCD | Differdange-Losch CCD   | Differdange-Losch CCD |
| --------------------- | ----------------------- | --------------------- |
| Num                   | Coureur                 | Pos                   |
| 171                   | Rick Ampler (GER)       | e                     |
| 172                   | Filip Bengtsson (SWE)   | AB                    |
| 173                   | Jānis Dakteris (LAT)    | 93e                   |
| 174                   | Thomas Deruette (BEL)   | 101e                  |
| 175                   | Pontus Kastemyr (SWE)   | AB                    |
| 176                   | Krisztián Lovassy (HUN) | AB                    |
| 177                   | Kacper Nowicki (POL)    | AB                    |
| 178                   | Tom Thill (LUX)         | 56e                   |
| XX                    | Manuel Stocker (SUI)    | 92e                   |
| Directeur sportif : ? |                         |                       |

| Stuttgart SGT         | Stuttgart SGT        | Stuttgart SGT |
| --------------------- | -------------------- | ------------- |
| Num                   | Coureur              | Pos           |
| 181                   | Arnold Fiek (GER)    | 102e          |
| 182                   | Till Drobisch (NAM)  | 108e          |
| 183                   | Georg Loef (GER)     | AB            |
| 184                   | Florian Nowak (GER)  | AB            |
| 185                   |                      |               |
| 186                   | Julian Schulze (GER) | AB            |
| 187                   |                      |               |
| 188                   |                      |               |
| Directeur sportif : ? |                      |               |

| Stölting STG          | Stölting STG         | Stölting STG |
| --------------------- | -------------------- | ------------ |
| Num                   | Coureur              | Pos          |
| 191                   | Nako Georgiev (BUL)  | AB           |
| 192                   | Lars Becker (GER)    | AB           |
| 193                   | Aaron Grosser (GER)  | AB           |
| 194                   |                      |              |
| 195                   | Nils Politt (GER)    | 99e          |
| 196                   |                      |              |
| 197                   | Sven Reutter (GER)   | AB           |
| 198                   | Jonas Tenbrock (GER) | 100e         |
| Directeur sportif : ? |                      |              |

| 3M MMM                | 3M MMM                  | 3M MMM |
| --------------------- | ----------------------- | ------ |
| Num                   | Coureur                 | Pos    |
| 201                   | Gertjan De Vos (BEL)    | 134e   |
| 202                   | Martijn Degreve (BEL)   | 58e    |
| 203                   | Jimmy Janssens (BEL)    | AB     |
| 204                   |                         |        |
| 205                   | Dimitri Peyskens (BEL)  | 41e    |
| 206                   |                         |        |
| 207                   | Nicolas Vereecken (BEL) | AB     |
| 208                   | Emiel Vermeulen (BEL)   | 76e    |
| Directeur sportif : ? |                         |        |

| Vastgoedservice-Golden Palace VGS | Vastgoedservice-Golden Palace VGS | Vastgoedservice-Golden Palace VGS |
| --------------------------------- | --------------------------------- | --------------------------------- |
| Num                               | Coureur                           | Pos                               |
| 211                               | Dennis Coenen (BEL)               | 54e                               |
| 212                               | Sander Cordeel (BEL)              | 13e                               |
| 213                               | Gerry Druyts (BEL)                | 27e                               |
| 214                               | Alexander Geuens (BEL)            | 52e                               |
| 215                               | Sam Lennertz (BEL)                | 132e                              |
| 216                               | Rob Ruijgh (NED)                  | 60e                               |
| 217                               | Timothy Stevens (BEL)             | 24e                               |
| 218                               | Alphonse Vermote (BEL)            | 78e                               |
| Directeur sportif : ?             |                                   |                                   |

| Veranclassic-Ekoï VER | Veranclassic-Ekoï VER           | Veranclassic-Ekoï VER |
| --------------------- | ------------------------------- | --------------------- |
| Num                   | Coureur                         | Pos                   |
| 221                   | Edwig Cammaerts (BEL)           | e                     |
| 222                   | Niels De Rooze (BEL)            | 49e                   |
| 223                   | Jelle Goderis (BEL)             | 68e                   |
| 224                   | Francesco Van Coppernolle (BEL) | 122e                  |
| 225                   | Gorik Gardeyn (BEL)             | 29e                   |
| 226                   | Justin Jules (FRA)              | AB                    |
| 227                   | Antoine Leleu (BEL)             | 86e                   |
| 228                   | Julien Van Den Brande (BEL)     | 43e                   |
| Directeur sportif : ? |                                 |                       |

| Verandas Willems WIL  | Verandas Willems WIL       | Verandas Willems WIL |
| --------------------- | -------------------------- | -------------------- |
| Num                   | Coureur                    | Pos                  |
| 231                   | Dries De Bondt (BEL)       | 19e                  |
| 232                   | Joren Touquet (BEL)        | 30e                  |
| 233                   | Dimitri Claeys (BEL)       | 11e                  |
| 234                   | Stef Van Zummeren (BEL)    | 9e                   |
| 235                   | Elias Van Breussegem (BEL) | 4e                   |
| 236                   | Daan Myngheer (BEL)        | 32e                  |
| 237                   | Olivier Pardini (BEL)      | 126e                 |
| 238                   | Christophe Prémont (BEL)   | 75e                  |
| Directeur sportif : ? |                            |                      |

| Wallonie-Bruxelles WBC | Wallonie-Bruxelles WBC   | Wallonie-Bruxelles WBC |
| ---------------------- | ------------------------ | ---------------------- |
| Num                    | Coureur                  | Pos                    |
| 241                    | Olivier Chevalier (BEL)  | 15e                    |
| 242                    | Ludwig De Winter (BEL)   | 77e                    |
| 243                    | Sébastien Delfosse (BEL) | 83e                    |
| 244                    | Antoine Demoitié (BEL)   | 2e                     |
| 245                    | Grégory Habeaux (BEL)    | 65e                    |
| 246                    | Kevyn Ista (BEL)         | 37e                    |
| 247                    | Antoine Warnier (BEL)    | 50e                    |
| 248                    | Thomas Wertz (BEL)       | 88e                    |
| Directeur sportif : ?  |                          |                        |